# اوگنیا ایوانووا (بازیکن واترپلو)
اوگنیا ایوانووا (روسی: Евгения Андреева Иванова؛ زادهٔ ۲۶ ژوئیهٔ ۱۹۸۷) ورزشکار واترپلو اهل روسیه است.
وی در مسابقات کشوری و بین‌المللی در مجموع برندهٔ ۲ مدال طلا، ۱ مدال نقره، ۴ مدال برنز شده‌است.